# Lauben (Oberallgäu)
Lauben település Németországban, azon belül Bajorországban. Lakosainak száma 3450 fő (2023. december 31.).

## Népesség
A település népessége az elmúlt években az alábbi módon változott:
| Lakosok száma | 401  | 1064 | 2640 | 2757 | 3267 | 3364 | 3466 | 3487 | 3517 | 3450 |
|               | 1875 | 1950 | 1975 | 1987 | 2012 | 2014 | 2016 | 2017 | 2021 | 2023 |